# Marayniocus martensi
Genre
Espèce
Marayniocus martensi, unique représentant du genre Marayniocus, est une espèce d'opilions laniatores de la famille des Gonyleptidae.

## Distribution
Cette espèce est endémique de la région de Junín au Pérou. Elle se rencontre vers Maraynioc.

## Description
Le mâle holotype mesure 9,3 mm et la femelle paratype 7,5 mm.

## Étymologie
Cette espèce est nommée en l'honneur de Jochen Martens.

## Publications originales
- Acosta, 2006 : « Marayniocus martensi, a new genus and a new species of Peruvian harvestmen (Arachnida: Opiliones: Gonyleptidae). » Zootaxa, vol. 6, no 1325, p. 199–210.